# Potencial regional de desenvolupament
El potencial regional de desenvolupament (PRD) és la capacitat d'una región per a créixer econòmicament i augmentar el nivell de vida de la seua població. Aquest enfocament implica que a una regió hi ha uns factors de potencialitat que fan que puga créixer. Aquests factors són mesurables, cosa que possibilita definir una política regional per a reduir les vulnerabilitats de la regió.

## Model de Biehl
L'economista Dieter Biehl plantejà un model de PRD defensant que hi ha un grup de recursos de caràcter públic determinants per als nivells d'ingrès, productivitat i treball. Aquests tres elements són les mesures del potencial regional de desenvolupament.
Els factors de potencialitat de desenvolupament (FPD) codeterminen considerablement la possibilitat d'una regió per a desenvolupar-se: la localització geogràfica o distància (D), l'aglomeració (A), l'estructura sectorial (S) i la infraestructura o capital públic (I). La combinació dels FPD amb els factors de producció privats possibiliten el desenvolupament regional.
Els FPD són recursos públics o un alt grau de caràcter públic caracteritzats per immobilitat (estar fixat a la regió), indivisibilitat (ofereix una gran capacitat de serveis utilitzables alhora), insusbstituïbilitat ("si un facotr de potencialitat no està disponible a una regió, aquesta no pot substituirla a baix preu per altre recurs") i polivalència (pot servir per a una gran varietat de processos de producció). El capital privat i el treball són mòbils, divisibles, substituïbles i monovalents.
Niegsch i Nimmermann desenvoluparen el model de Biehl explicant que D és la distància respecte els principals centres de producció regional (afectant als costos del transport), A és la concentració a l'espai de la població i/o les activitats econòmiques, S és la composició dels sectors econòmics (si hi ha indústria, comerç, sector agropecuari, etcètera) i I són el transport, les comunicacions, l'energia, el sistema sanitari i altres elements del capital públic.
Bar-El i Vickerman afirmen que la inversió pública en infraestructures està vinculada en la competitivitat d'una regió. Altres autors, com McQuaid, Leitham i Martín, destaquen el paper important i positiu de les infraestructures per al desenvolupament de les regions.

## Model de Gutiérrez Casas
Gutiérrez Casas (2007, p. 13) considera un model amb factors positius i factors limitants.